# Music (альбом 311)
Music — дебютный студийный альбом американской группы альтернативного рока 311. Релиз состоялся 9 февраля 1993 года на лейбле Capricorn Records. В 1999 году альбом получил сертификат золотого диска от RIAA, всего было продано более 500 000 копий.

## Список композиций
| №                   | Название                    | Длительность |
| ------------------- | --------------------------- | ------------ |
| 1.                  | «Welcome»                   | 2:55         |
| 2.                  | «Freak Out»                 | 3:44         |
| 3.                  | «Visit»                     | 3:41         |
| 4.                  | «Paradise»                  | 5:03         |
| 5.                  | «Unity»                     | 3:27         |
| 6.                  | «Hydroponic»                | 3:54         |
| 7.                  | «My Stoney Baby»            | 3:44         |
| 8.                  | «Nix Hex»                   | 4:09         |
| 9.                  | «Plain»                     | 2:58         |
| 10.                 | «Feels So Good»             | 3:23         |
| 11.                 | «Do You Right»              | 4:18         |
| 12.                 | «Fat Chance» (Скрытый трек) | 5:05         |
| Общая длительность: | Общая длительность:         | 46:15        |

## Синглы
| 1992 | «Freak Out»      | —  |
| 1993 | «Do You Right»   | 27 |
| 1993 | «Visit»          | —  |
| 1993 | «My Stoney Baby» | —  |
| 1993 | «Feels So Good»  | —  |

## Чарты и сертификация альбома
| Чарты        | Год    | Чарты        | Позиция              |
| ------------ | ------ | ------------ | -------------------- |
| Чарты        | 1993   | Heatseekers  | 37                   |
| Сертификация | Страна | Сертификация | Продажи              |
| Сертификация | США    | Золотой      | более 500 тыс. копий |

## Участники записи
311
- Ник Гексум — вокал, ритм-гитара
- Дуглас «S.A.» Мартинес — вокал, тёрнтейбл
- Тим Махоуни — соло-гитара
- Аарон «P-Nut» Уиллс — бас-гитара
- Чед Секстон — ударные, перкуссия